# The Secret of the Still
Pour plus de détails, voir Fiche technique et Distribution.
The Secret of the Still est un film muet américain réalisé par Sidney Olcott, sorti en 1911.

## Fiche technique
- Titre original : The Secret of the Still
- Réalisation : Sidney Olcott
- Photographie : George Hollister
- Société de production : Kalem Company
- Société de distribution : General Film Company
- Pays d'origine :  États-Unis
- Langue : film muet avec les intertitres en anglais
- Lieu de tournage : Jacksonville (Floride)
- Métrage : 300 mètres
- Format : Noir et blanc — 35 mm — 1,33:1 — Muet
- Genre : Film dramatique
- Durée : 10 minutes
- Date de sortie :
  -  États-Unis : 25 janvier 1911 (New York)

## À noter
- Le film est tourné à Jacksonville en Floride.